# Viadukt Jezerane
Viadukt Jezerane je viadukt v Chorvatsku na dálnici A1. Dlouhý je 661 m. Nachází se jižně od tunelu Mala Kapela, mezi exity 8 na Oštarije (Ogulin) a 9 na Križpolje (Brinje), západně od vesnice Jezerane, podle níž byl pojmenován. Sousedním viaduktem je viadukt Mokro Polje, dlouhý 636 m.
Průměrně za den projede na mostě 12 640 automobilů, v létě ale tento počet dosahuje až 31 166.